# Lenine.doc - Trilhas
Lenine.doc - Trilhas é a segunda coletânea musical do cantor e compositor brasileiro Lenine, lançada em 2010, o disco traz canções compiladas que foram lançadas originalmente em trilhas sonoras de filmes, novelas, programas de TV e espetáculos de dança.
O álbum reúne 12 dessas faixas, incluindo a música "Aquilo Que Dá No Coração", música composta especialmente para a abertura da novela "Passione", da Rede Globo. Também há músicas que foram feitas para o "Sítio do Picapau Amarelo", "Agora É que São Elas", "Sete Pecados", entre outros.

## Faixas
| N.º | Título                                   | Compositor(es)          | Duração |  |
| 1.  | "Aquilo Que Dá No Coração"               | Lenine                  | 2:34    |  |
| 2.  | "De Sabugo a Visconde"                   | Lenine, Pedro Luís      | 3:29    |  |
| 3.  | "Quatro Horizontes"                      | Lenine, Dudu Falcão     | 4:19    |  |
| 4.  | "Agora É Que São Elas"                   | Lenine, Dudu Falcão     | 5:23    |  |
| 5.  | "Minha Cidade - Menina dos Olhos do Mar" | Lenine, Lula Queiroga   | 3:22    |  |
| 6.  | "A Mula Sem Cabeça"                      | Lenine, Bráulio Tavares | 4:42    |  |
| 7.  | "Não Faz Mal a Ninguém"                  | Lenine, Lula Queiroga   | 3:54    |  |
| 8.  | "Como É Bom a Gente Amar"                | Lenine                  | 3:03    |  |
| 9.  | "Sob o Mesmo Céu"                        | Lenine, Lula Queiroga   | 6:19    |  |
| 10. | "Diversidade"                            | Lenine                  | 5:03    |  |
| 11. | "Violenta"                               | Lenine                  | 6:46    |  |
| 12. | "Alpinista Social"                       | Lenine, Bráulio Tavares | 3:27    |  |